# آونگ کاتر

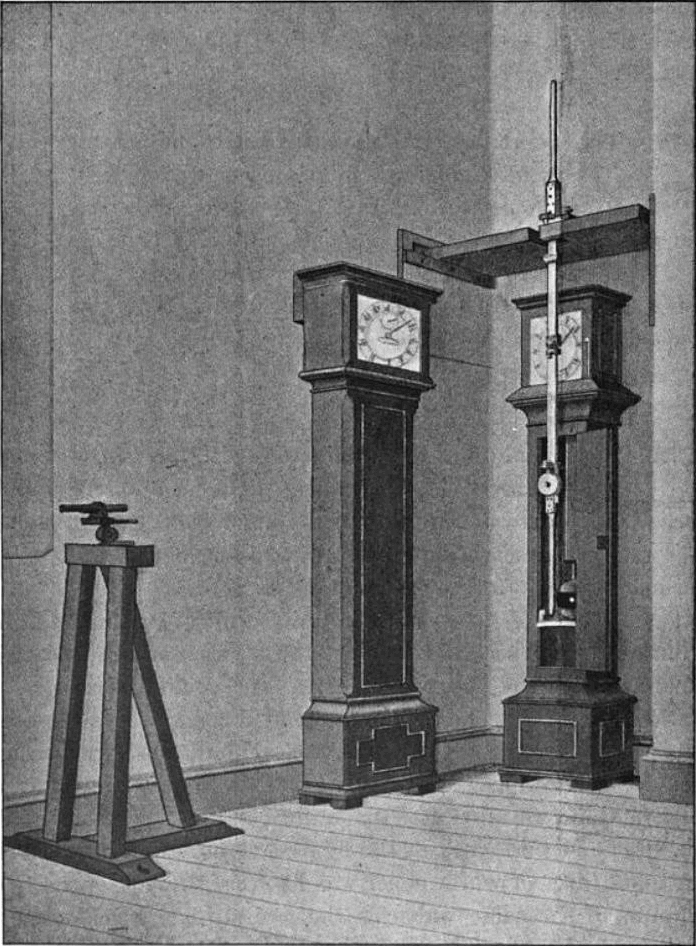

آونگ کاتر وسیله برگشت‌پذیری است که توسط فیزیک‌دان بریتانیایی و هنر کاتر (کاپیتان ارتش) در سال ۱۸۱۷ برای استفاده به عنوان ابزاری برای اندازه‌گیری شتاب گرانش محلی اختراع شد.
مزیت این آونگ آن است که بر خلاف روش‌های قبلی آونگ گرانش مرکز ثقل و مرکز نوسان آونگ را نیز با دقت عالی تعیین می‌کند.
تا حدود یک قرن و تا سال ۱۹۳۵ آونگ کاتر و مشتقات گوناگون آن روش استانداری برای اندازه‌گیری مرکز ثقل و گرانش زمین باقی مانده بود.
در حال حاضر تنها برای نشان دادن اصول آونگ ایده آل استفاده می‌شود.

## پیکربندی
آونگ کاتر متشکل از یک میله سخت با دو نقطه محوری در نزدیکی نقاط انتهایی میله است. این میله می‌تواند از هر یک از دو سمت خود آویزان شود همچنین این دو نقطه محوری نیز قابلیت جابجایی در طول میله را دارند و به این ترتیب می‌توانند طول میله را تغییر دهند. به این ترتیب می‌توان دوره نوسان را نیز تغییر داد.
پس از آویختن آونگ از محل آویزگاه و رها کردن آن با زاویه‌ای کوچک  می‌توان در مدت زمانی معیین تعداد نوسانات آونگ را محاسبه کرد و با استفاده از آن دوره نوسانات را به دست‌آورد و در پایان نیز با استفاده از رابطه زیر شتاب گرانش را محاسبه کرد:
{\displaystyle T=2\pi {\sqrt {\frac {L}{gMa}}}\qquad \qquad \qquad \,}